# Arch Linux
Arch Linux (або просто Arch; вимовляється [ɑːrtʃ]) — мінімалістичний, гнучкий дистрибутив Linux, оптимізований для архітектури x86-64. Використовує останні стабільні версії програм і доповнюється AUR-репозиторієм (який підтримується користувачами). Мінімалістичний дизайн означає відсутність непотрібних для базової роботи програм, включаючи графічний інтерфейс і пакети програм, а гнучкість визначається наявністю добре документованих конфігураційних файлів і можливістю зробити з системи будь-що — від продуктивного сервера до зручної домашньої ОС. Початковим інтерфейсом Arch Linux є zsh-термінал, саме тому даний дистрибутив вважається дистрибутивом для досвідчених користувачів.
Під враженням CRUX, ще одного мінімалістичного дистрибутиву, Джудд Вінет започаткував Arch Linux у березні 2002 року. При цьому Arch Linux є дистрибутивом «from scratch» і не оснований ні на якому іншому дистрибутиві Linux. Вінет очолював проєкт до 1 жовтня 2007 року, коли він відійшов від роботи за браком часу і передав керування проєктом Ааронові Ґріффіну.
На відміну від CRUX, Arch Linux поширюється у вигляді бінарних пакетів і простіший у встановленні. Arch дещо нагадує Slackware, проте додатково виконує контроль залежності пакетів.
Arch має офіційну інструкцію по встановленню [Архівовано 19 жовтня 2020 у Wayback Machine.] англійською мовою. Варіанти документації іншими мовами підтримуються тільки спільнотою і тому не завжди містять актуальну інформацію.Інструкція з встановлення українською мовою [Архівовано 11 квітня 2022 у Wayback Machine.]
На базі цієї ОС було створено Manjaro Linux, який, станом на грудень 2018 року є найпопулярнішою ОС на сайті DistroWatch.
В arch linux використовується вид оновлень rolling releases, тому його релізи є "зрізами" актуальних версій програм. Такий "зріз" робиться кожне перше число місяця.

## Вимова
Ведеться багато дебатів на тему правильної вимови назви. Творець Джадд Вінет вимовляє Arch на той же манер, що і archer або parchment (українською приблизно звучить як «арч»). При іншій вимові може виникнути плутанина з Ark Linux
. 

## Дизайн системи

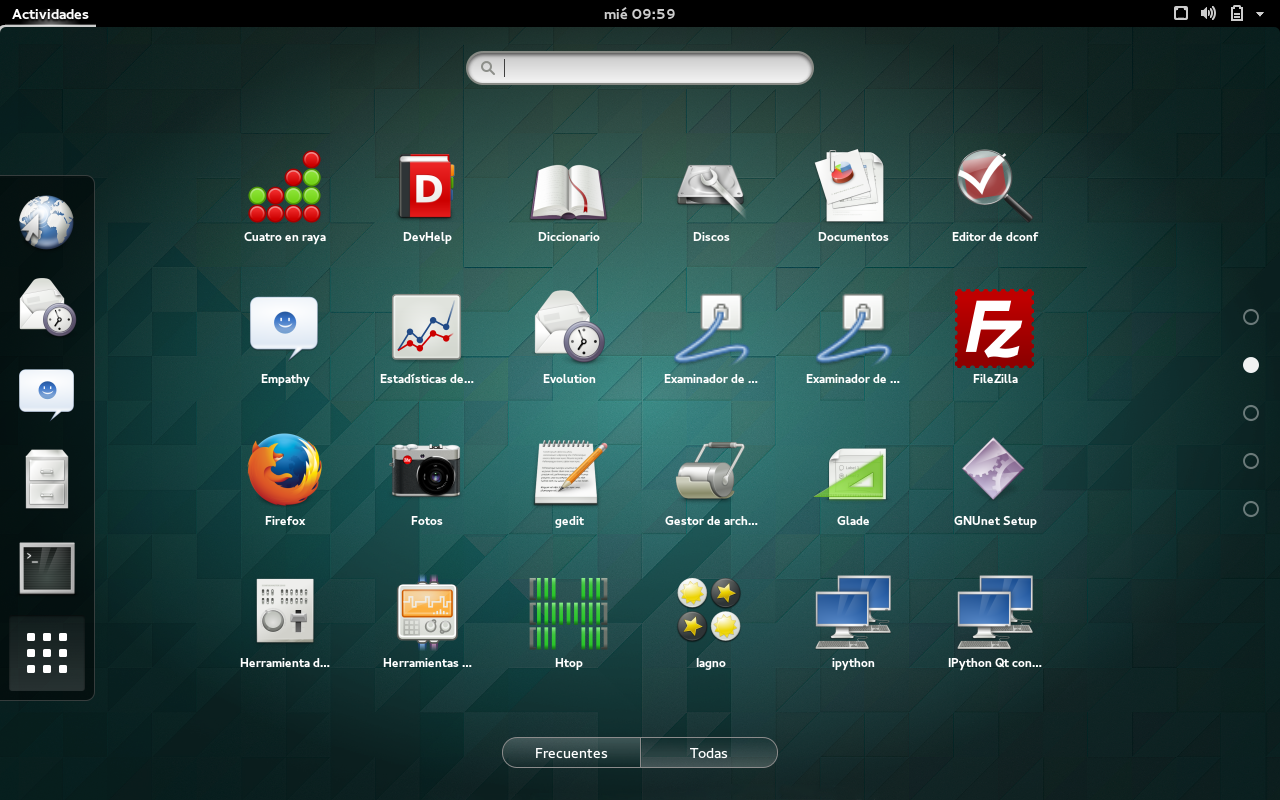

### Простота та відкритість
Arch Linux розробляється за принципом простоти. В даному випадку, під простотою розуміється відсутність непотрібних доповнень, модифікацій та узагальнень, наявність Unix-подібної структури, яка дозволяє користувачу змінювати систему відповідно до своїх потреб. За рахунок простоти Arch Linux може працювати і на слабких системах. Всі конфігураційні файли спеціально розміщені для зручного консольного доступу і не приховуються графічними конфігураторами (щоправда, раніше при установці системи використовувалась програма AIF з псевдографічним інтерфейсом на основі curses).
Уся складність системи відкрита кожному. Arch Linux успадковує складність GNU/Linux систем, проте робить це більш прозоро і з кращою організацією. Користувачі Arch Linux вважають, що приховування складних механізмів призводить тільки до ускладнення самої системи.

### Центрування користувача
Багато дистрибутивів Linux орієнтуються на користувача, в той час як Arch Linux центрує користувача. Відповідно до цього принципу Arch Linux вимагає від користувача відповідних знань, компетентності та відповідальності, надаючи взамін повний і абсолютний контроль над системою. Фактично, це означає відповідність принципу DIY — «Do it yourself». Користувач не повинен просити або домагатись включення у дистрибутив якоїсь конкретної особливості, натомість повинен самотужки вирішити свою проблему і поділитись результатом із спільнотою — філософія «спочатку зроби, а потім проси».

### Свобода
Повна свобода дій, дозвіл на розширення системи до будь-якого потрібного рівня. На відміну від Gentoo, основним способом поширення є бінарні файли, що може спростити принцип свободи дій. Проте варто зауважити, що Gentoo орієнтується на власне систему, як інструмент і тому вимагає глибоких пізнань у конструкції ядра або сумісностей, тоді як Arch Linux дозволяє швидко збирати систему з елементарних блоків, щоб відповідати бажанням користувача.

## Система пакетів
Система пакетів Arch Linux (ABS, Arch Build System) — це порт-подібна система для компіляції та пакування програмного забезпечення з програмного коду. ABS складається з дерева пакунків (ABS tree) і програм для роботи з пакунками.
У вершинах дерева розміщені PKGBUILD файли — скрипти, що містять інформацію про пакет, інструкції по способу його створення і інтернет-адреси програмного коду. Програма makepkg на основі цих PKGBUILD файлів утворює pkg.tar.gz або .pkg.tar.xz файл-пакунок. Потім цей пакунок можна встановити у систему за допомогою універсального менеджера пакунків pacman. У випадку відсутності PKGBUILD файлу для певної програми, користувач сам формує його і викладає у окремий репозиторій загального доступу — AUR, Arch User Repository. Цей розділ не входить у ABS, не підтримується авторами системи, проте підтримується користувачами і його пакунки можна утворювати/встановлювати стандартними засобами.
На відміну від Debian-основаних дистрибутивів, Arch Linux включає у ABS останні стабільні версії пакетів, це означає, що користувачам не потрібно очікувати виходу нової версії дистрибутиву. Менеджер pacman спрощує процедуру оновлення пакетів та системи в цілому і за рахунок цього систему можна утримувати у найновішому стані у прямому значенні цього слова.

## Історія релізів
| Версія     | Кодова назва | Дата          | Примітка |
| ---------- | ------------ | ------------- | --- |
| 0.1        | Homer        | березень 2002 | Перший випуск |
| 0.2        | Vega         | квітень 2002  | |
| 0.3        | Firefly      | серпень 2002  | |
| 0.4        | Dragon       | грудень 2002  | |
| 0.5        | Nova         | червень 2003  | Підтримка PAM, LVM и GRUB. |
| 0.6        | Widget       | березень 2004 | Додано підтримку файлових систем JFS і XFS |
| 0.7        | Wombat       | січень 2005   | |
| 0.8        | Voodoo       | березень 2007 | |
| 2007.05    | Duke         | травень 2007  | pacman v3 |
| 2007.08    | Don't Panic  | серпень 2007  | |
| 2008.06    | Overlord     | червень 2008  | Використання .img образів для запису на USB-пристрої. |
| 2009.02    |              | лютий 2009    | Використання AIF (фреймворк установки Arch) |
| 2009.08    |              | серпень 2009  | pacman 3.3, переробка AIF (можливість задавання LVM та інші зміни), різні покращення |
| 2010.05    |              | травень 2010  | Використання єдиного образу для запису на CD і USB пристрої. Поява dual-образу, з якого можна поставити або x86 або x86-64 версію Arch                                                      |
| 2011.08    |              | сеппень 2011  | Расширено можливості програми встановлення |
| 2012.07    |              | липень 2012   | Вилучено AIF, замість нього використовуються просто скріпти встановлення |
| 2012.08    |              | серпень 2012  | GRUB 2.0, ZSH як командна оболонка, автозапуск мережі якщо є DHCP. |
| 2012.09    |              | вересень 2012 | Linux 3.5.3, можливість підключитись до інтернету через UMTS USB-модем на Live системі |
| 2012.10    |              | жовтень 2012  | Для завантаження системи використовується systemd, initscripts не працюють на Live-системі, спрощено завантаження та встановлення EFI, для промалювання меню EFI використовується gummiboot |
| 2012.11.01 |              | листопад 2012 | Linux 3.6, ConsoleKit вилучено з репозитаріїв, polkit і networkmanager перенесено в extra, завантаження виконується з використанням systemd-logind                                          |
| 2012.12.01 |              | грудень 2012  | Linux 3.6.8, systemd 196 |
| 2013.01.04 |              | січень 2013   | Linux 3.6.11 |
| 2013.06.01 |              | червень 2013  | Linux 3.9.4 |
| 2013.07.01 |              | липень 2013   | Linux 3.9.8 |
| 2013.08.01 |              | вересень 2013 | Включено ядро Linux: 3.10.3 |
| 2013.09.01 |              | вересень 2013 | Включено ядро Linux: 3.10.10 |
| 2013.10.01 |              | жовтень 2013  | Включено ядро Linux: 3.11.2 |
| 2021.12.01 |              | грудень 2021  | Включено ядро Linux: 5.15.5 |

Позначення:
|  | — Старі версії   |
|  | — Поточна версія |